# Жуткий детский фольклор
«Жуткий детский фольклор» — сборник детских страшных историй, собранных Андреем Усачёвым и Эдуардом Успенским. Вошёл в книгу «Красная рука, чёрная простыня, зеленые пальцы» (1992 г.), позднее отдельно вышел в издательстве «Росмэн» в 1998 году. Однажды Успенский в радиоэфире попросил детей присылать ему детские страшилки и написал повесть, напечатанную в 1990 г., а потом на основе писем (он получил более 1500 писем) написал данный сборник страшилок — «Жуткий детский фольклор».

## Содержание
Книга представляет собой сборник так называемых «пионерских страшилок», литературно переписанных авторами. Этот сборник является продолжением идеи, выраженной в повести Эдуарда Успенского «Красная рука, чёрная простыня, зелёные пальцы», выпущенной в 1992 году, и изначально был лишь второй частью этой книги. Впоследствии издан отдельно. Хотя большинство рассказов являются реальным продуктом детского фольклора, в сборнике есть переработанные версии иностранной литературы ужасов, например, произведений «Знамение» Дэвида Зельцера, «Маска Красной смерти» Эдгара Алана По, истории о Суини Тодде Хью Виллера или «одной страшной негритянской истории про Золотую руку» Марка Твена.

## Оценки
Критики рассматривают книгу прежде всего как важное произведение в рамках детского фольклора и современной русской литературы. Также положительно были отмечены авторские иронические комментарии и пародирование типичных для страшилок эпитетов, что создаёт необычное сочетание драматического и иронического, свойственное творчеству Эдуарда Успенского. Например, в одном из рассказов у матери отпадают руки из-за того, что она приготовила пирожки из плохой муки, и в комментарии к этому фрагменту Успенский пишет: «по рукам бы за такие пирожки». Также некоторые исследователи связывают эту книгу с интересом Э. Успенского к детскому фольклору и фантастическим сюжетам, что также прослеживается в серии произведений, посвящённых жителям вымышленной деревни Простоквашино.